# Vereniging voor Penningkunst
De Vereniging voor Penningkunst (1925) is een Nederlandse vereniging, die de beoefening van en de belangstelling voor de penningkunst wil bevorderen, in het bijzonder in Nederland.

## Geschiedenis
In 1892 werd het Nederlands Genootschap voor Munt- en Penningkunde opgericht, dat in 1899 het predicaat Koninklijk verkreeg. In 1901 werd door de door de toenmalige directeur van het Koninklijk Penningkabinet de Nederlandsch-Belgische Vereeniging der Vrienden van de Medaille als Kunstwerk opgericht. Nadat die vereniging ter ziele ging, werden zonder succes diverse pogingen gedaan om een Nederlandse vereniging op te richten. Op de jaarvergadering van de KNGMP in juni 1925 liet Marius Brinkgreve weten dat hij een vereniging wilde oprichten ter bevordering van de moderne penningkunst. Brinkgreve was directeur van de afdeling voor penningkunst bij de Koninklijke Nederlandsche Edelmetaal Bedrijven Van Kempen, Begeer en Vos in Voorschoten.
Op 8 september 1925 vond in Amsterdam de oprichtingsvergadering plaats van de Vereniging voor Penningkunst. Tot de achttien oprichters behoorden naast Brinkgreve onder meer kunsthistorici en numismaten, onder wie Carel Begeer, jhr. Eltjo van Beresteyn, H. Enno van Gelder, Huib Luns, Elisabeth Neurdenburg, jhr. Matthias W. Snoeck, Cornelis George Vattier Kraane, Willem Vogelsang en Roline Wichers Wierdsma. Het eerste bestuur bestond uit voorzitter C.G. Vattier Kraane, ondernemer en kunstverzamelaar, secretaris A.O. van Kerkwijk, tevens directeur van het Het Koninklijk Penningkabinet, en penningmeester H.J.N. Ebeling. Kunstenaar Chris van der Hoef ontwierp in opdracht van Carel Begeer een stichtingspenning in art-deco-stijl met aan de voorzijde een scarabee en op de keerzijde de tekst "Aan de oprichters van de Vereeniging voor Penningkunst". In 1926 had men 129 leden, in 2000 waren dat er meer dan 500.
Doel
De vereniging richt zich op het bevorderen van de beoefening van en de belangstelling voor de penningkunst. Dat doet zij onder meer door het uitgeven van penningen, ondersteunen van personen en organisaties die penningen vervaardigen en de organisatie van lezingen en tentoonstellingen. De vereniging geeft penningen en een tijdschrift uit en organiseerde onder meer de 'Internationale Tentoonstelling van Moderne Penningkunst' (1950) in het Stedelijk Museum Amsterdam, ter gelegenheid van het 25-jarig bestaan van de VPK.
Penningen
De vereniging geeft jaarlijks een tot drie penningen voor de leden uit. Vanaf 1952 ontvingen zij een gietpenning of twee geslagen penningen. Later kreeg men een jaarpenning en konden de leden intekenen voor extra penningen. De penningen werden oorspronkelijk geslagen door de Koninklijke Begeer in Voorschoten, vanaf de jaren 1970 werden ze ook uitgevoerd bij onder andere Binder en de Rijnlandse kunstgieterij. Voor het ontwerp van de penningen worden door het bestuur kunstenaars uitgekozen. Een aantal kunstenaars heeft meerdere penningen ontworpen, onder wie Toon Dupuis, V.P.S. Esser, Guus Hellegers, Carla Klein en Linda Verkaaik, Dupuis en Esser werden zelf ook onderwerp van een penning. In 2000 werden alle tot dan uitgebrachte penningen gepubliceerd in het boekwerk Handzame sculptuur.

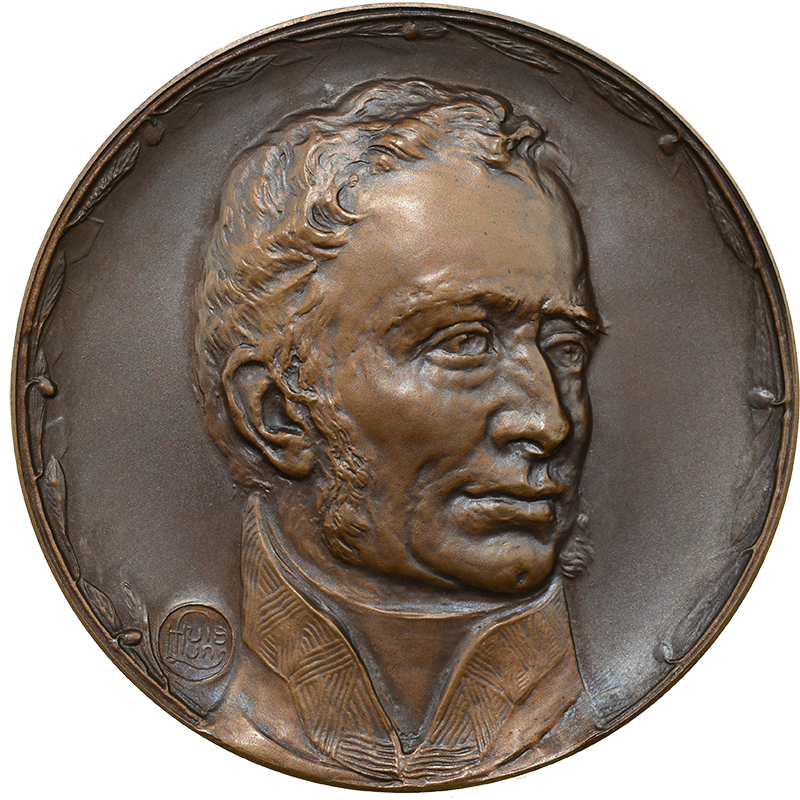
Koning Willem I (vz), eerste penning 1928, ontwerp Huib Luns
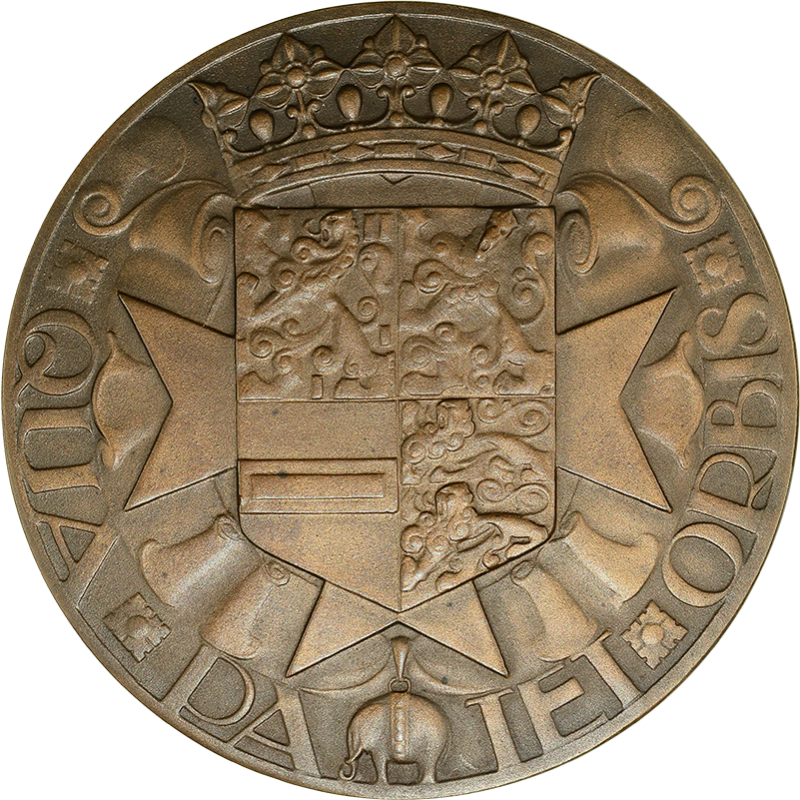
Johan Maurits van Nassau (vz), tweede penning 1929, ontwerp Chris van der Hoef
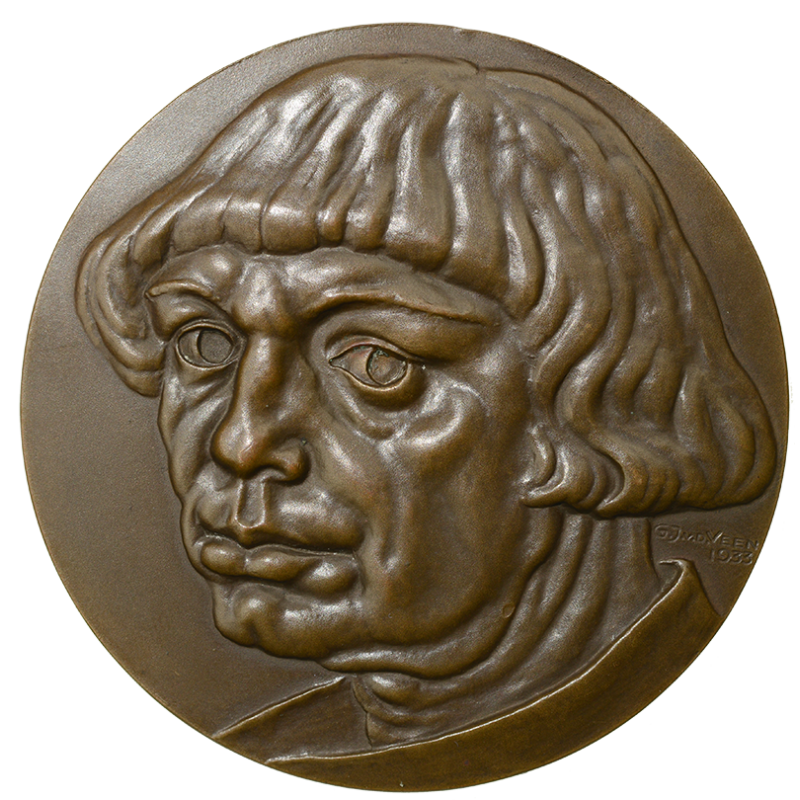
Lucas van Leyden (vz), eerste penning 1933, ontwerp Gerrit van der Veen
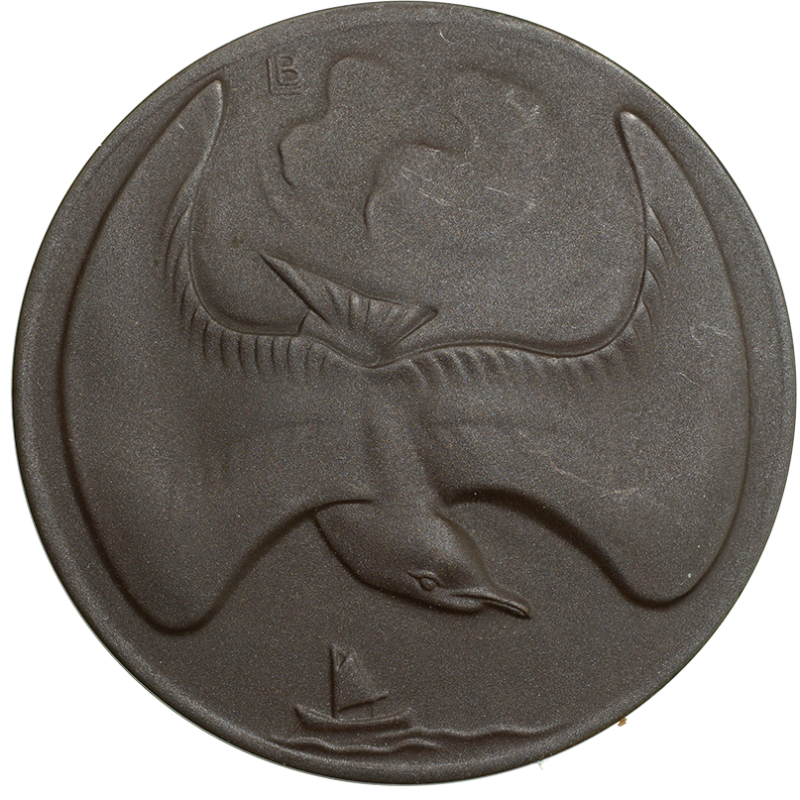
Lucht en water (vz), eerste penning 1934, ontwerp Leendert Bolle
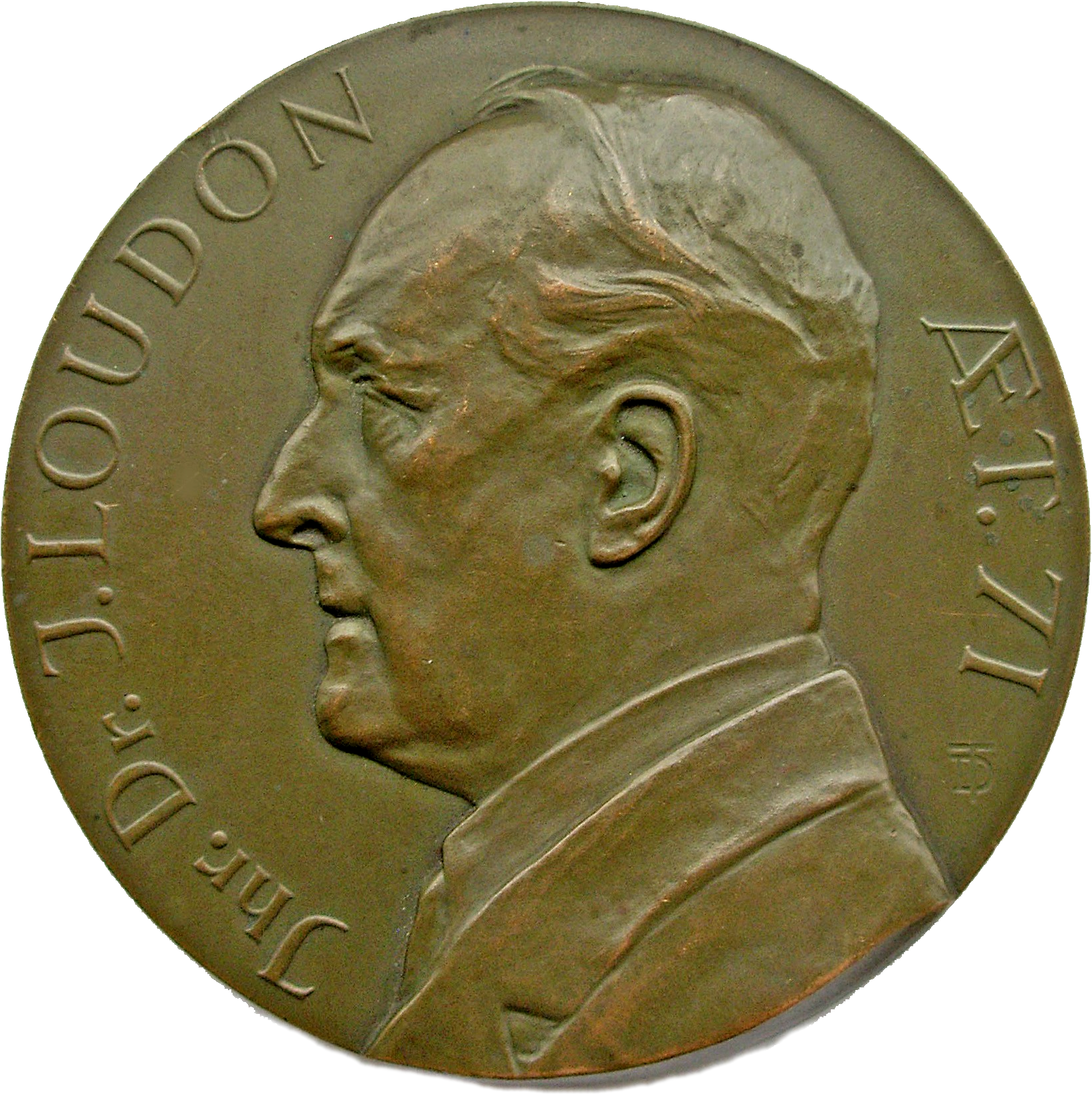
Jhr.dr. J. Loudon (vz), tweede penning 1937, ontwerp Toon Dupuis
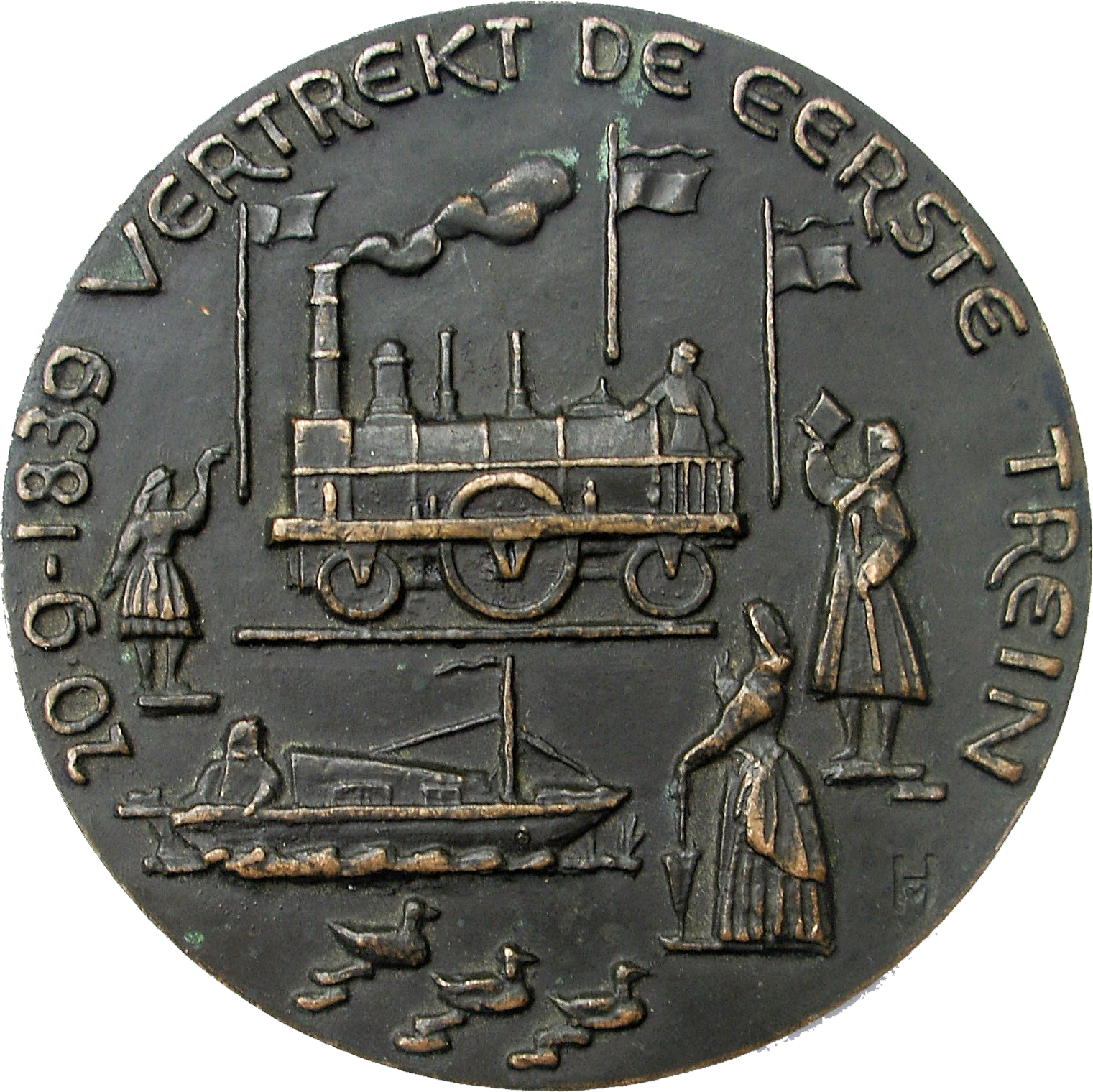
Eeuwfeest Nederlandse Spoorwegen (vz), eerste penning 1939, ontwerp Frits van Hall

Tijdschrift
Van 1951 tot en met 1976 publiceerde de VPK in samenwerking met het KNGMP en het Koninklijk Penningkabinet het tijdschrift De Geuzenpenning. Munt- en penningkundig nieuws. In 1977 ging De Geuzenpenning met het blad met De Florijn. Nederlands tijdschrift voor munten-verzamelaars van de Federatie van Numismatische Kringen op in het nieuwe tijdschrift De Beeldenaar, dat tweemaandelijks verschijnt. In De Beeldenaar worden onder meer penningen en penningkunstenaars beschreven.

## Overzicht penningen
- 1925: Stichtingspenning, Chris van der Hoef - stichtingspenning
- 1926: Drieportret Koninklijke Familie, Jac.J. van Goor - eerste penning
- 1926: Koloniaal Instituut, Jac.J. van Goor - tweede penning
- 1927: Prinses Juliana, Toon Dupuis (vz) en Jac.J. van Goor (kz) - eerste penning
- 1927: Schoonheid in sport, Jaap Kaas - tweede penning
- 1928: Koning Willem I, Huib Luns - eerste penning
- 1928: Verbinding Nederland-Indië, Henk Etienne - tweede penning
- 1929: Radio Holland-Indië, Dirk Wolbers - eerste penning
- 1929: Johan Maurits van Nassau, Chris van der Hoef - tweede penning
- 1930: Artis, Tjipke Visser - eerste penning
- 1930: Droogmaking Zuiderzee, Gijs Jacobs van den Hof - tweede penning
- 1931: J.C.J. van Speyk, Jac.J. van Goor - eerste penning
- 1931: Vrede, Dirk Bus - tweede penning
- 1931: Athenaeum Illustre Amsterdam, Bertus Sondaar - eerste penning
- 1932: Dr. Johan Wagenaar, Gra Rueb - tweede penning
- 1933: Lucas van Leyden, Gerrit Jan van der Veen - eerste penning
- 1933: Landbouw in Nederlands-Indië, Hendrik van den Eijnde - tweede penning
- 1934: Lucht en water, Leendert Bolle - eerste penning
- 1934: Dr. H.P. Berlage, Nel Klaassen - tweede penning
- 1935: Mr. P.W.A. Cort van der Linden, Theo van Reijn - eerste penning
- 1935: Lodewijk van Deyssel, Leo Braat - tweede penning
- 1936: Erasmus, Bon Ingen-Housz - eerste penning
- 1936: Toon Dupuis, Jeanne Wichers - tweede penning
- 1937: Jhr. mr. B.C. de Jonge, Oswald Wenckebach - eerste penning
- 1937: Jhr. dr. J. Loudon, Toon Dupuis - tweede penning
- 1938: Regeringsjubileum koningin Wilhelmina, Mari Andriessen - eerste penning
- 1938: Buziau, Marian Gobius - tweede penning
- 1939: Eeuwfeest Nederlandse Spoorwegen, Frits van Hall - eerste penning
- 1939: Geestelijke Herbewapening, Frederik Hoevenagel - tweede penning
- 1940: Philips van Marnix van Sint Aldegonde, Han Wezelaar - eerste penning
- 1940: Opbouw, Han Richters - tweede penning
- 1941: Admiraal Cornelis Tromp, Albert Termote - jaarpenning
- 1942: Maastunnel Rotterdam, Marinus Kutterink - jaarpenning
- 1943: P.C. Boutens, Corinne Franzén-Heslenfeld - jaarpenning
- 1944: Willem Barentsz, Han Rehm - jaarpenning
- 1945: Herkregen vrijheid, Willem Valk - jaarpenning
- 1946: Bombardement Rotterdam, Cor van Kralingen - jaarpenning
- 1947: P.C. Hooft, Joop Hekman - eerste penning
- 1947: Japanse Vrouwenkampen, Titus Leeser - tweede penning
- 1948: Regeringsjubileum koningin Wilhelmina, Louise Metz - eerste penning
- 1948: Inhuldiging koningin Juliana, Joop Hekman - tweede penning
- 1949: Jan Luyken, Bram Roth - eerste penning
- 1949: Hulde soldaten in Indonesië, Geurt Brinkgreve - tweede penning
- 1950: Reis van prins Bernhard naar de West, Pol Dom - eerste penning
- 1950: Jubileum Vereniging voor Penningkunst, J.B. Gutterswijk en H. Wetselaar - tweede penning
- 1951: Dr. W. Drees, Albert Termote - jaarpenning
- 1952: Prinses Beatrix, Adri C. Blok - eerste penning
- 1952: Prof. Jan Bronner, V.P.S. Esser - tweede penning
- 1953: Watersnood, Oswald Wenckebach - extra penning
- 1953: Henriette Roland Holst-van der Schalk, Maarten Pauw - jaarpenning
- 1954: Jhr. mr. F. Beelaerts van Blokland, Oswald Wenckebach - jaarpenning
- 1955: Tien jaar bevrijding, J.Ph.L. Petri - jaarpenning
- 1956: John Rädecker, Han Rädecker - jaarpenning
- 1957: Europa, Paul Grégoire - eerste penning
- 1957: Jan Sluyters, Theresia van der Pant - tweede penning
- 1958: Deltawerken, Fred Carasso - jaarpenning
- 1959: Carnaval, Niel Steenbergen - eerste penning
- 1959: Witte Cornelisz. de With, Cor van Kralingen - tweede penning
- 1960: Multatuli / Max Havelaar, Auke Hettema - eerste penning
- 1960: Vijftig jaar Heemschut, Geurt Brinkgreve - tweede penning
- 1961: Jan Pieterszoon Sweelinck, Louise Metz - jaarpenning
- 1962: Geboortepenning, Christien Nijland - eerste penning
- 1962: G.H. Breitner, Wilfried Put - tweede penning
- 1963: Frank Lloyd Wright, Eric Claus - jaarpenning
- 1964: Shakespeare, V.P.S. Esser - eerste penning
- 1964: Ruimtevaart, Jan Snoeck - tweede penning
- 1965: Hendrick de Keyer, Frank Letterie - jaarpenning
- 1966: 150 jaar Koninklijk Penningkabinet, Eric Claus - jaarpenning
- 1967: Ruiter te Paard, Arthur Spronken - eerste penning
- 1967: Leda en de zwaan, Fred Carasso - tweede penning
- 1968: Israël 1948-1968, Theresia van der Pant - eerste penning
- 1968: Herdenking begin 80-jarige Oorlog, Henk Dannenburg - tweede penning
- 1969: Zomer, Ruth Brouwer - jaarpenning
- 1970: 150 jaar electriciteit / Ampère, Renze Hettema - eerste penning
- 1970: Word wat gij zijt, Paul Grégoire - tweede penning
- 1971: Hoekig en rond, Friedrich C.J. Wevers - jaarpenning
- 1972: Maria Montessori, Nynke Jelles-Schepers - eerste penning
- 1972: Herder met schapen, Christl Seth-Höfner - tweede penning
- 1972: Huwelijkspenning, Niel Steenbergen - extra penning
- 1973: Vondelparkslaper, Johan Jorna - jaarpenning
- 1974: Le couple, Fons Bemelmans - eerste penning
- 1974: Leidse Universiteit, Ek van Zanten - tweede penning
- 1975: Vijftigjarig jubileum Vereniging voor Penningkunst, Paul Grégoire - jaarpenning
- 1976: Alice in Wonderland, Marianne Letterie - eerste penning
- 1976: Naaktstrand, Guus Hellegers - tweede penning
- 1977: Zonder titel, Ger Zijlstra - jaarpenning
- 1977: A. Roland Holst, Charlotte van Pallandt - extra penning
- 1978: Linnaeus, Christien Nijland - eerste penning
- 1978: Bertolt Brecht, Geer Steyn - tweede penning
- 1979: 200 jaar Teyler's Stichting, Francisca Weinberg - jaarpenning
- 1979: Vredespenning, Niel Steenbergen - extra penning
- 1980: Vierkant met cirkel in hoek, Lijsbeth Teding van Berkhout - eerste penning
- 1981: A bird in the hand is worth two in the bush, Theo van de Vathorst - tweede penning
- 1981: Geboortepenning, Jet Schepp - jaarpenning
- 1982: Kiem, Wien Cobbenhagen - eerste penning
- 1982: Holle Bolle Gijs, Cornelis de Vries - tweede penning
- 1983: Hugo de Groot, Jos Reniers - jaarpenning
- 1983: Anti-kernbom, Louise Metz - extra penning
- 1984: Willy the naughty cat, Carla Klein - eerste penning
- 1984: De bot / Günter Grass, Frank Letterie - tweede penning

- 1985: Niels Holgersson, Marianne Letterie - jaarpenning
- 1986: Duifje van Noach, Ruth Brouwer - eerste penning
- 1986: Piet Esser, Wilfried Put - tweede penning
- 1986: Franz Liszt, Jos Reniers - extra penning
- 1987: Het Nederlands Openluchtmuseum, Jannes Limperg - jaarpenning
- 1987: Welkomstpenning, Theo van de Vathorst
- 1988: Een eeuw Concertgebouw en Concertgebouworkest, Eefke Cornelissen, eerste penning
- 1988: De oude en de jonge Rembrandt, V.P.S. Esser, tweede penning
- 1988: Huwelijks- of relatiepenning, Pépé Grégoire - extra penning
- 1989: 150 jaar Nederlandse Spoorwegen, Lucie Nijland - jaarpenning
- 1990: Getrapt blok, Niko de Wit - eerste penning
- 1990: Het woord op afstand, Joop Hollanders, tweede penning
- 1990: Coornhert, Auke Hettema - gelegenheidspenning
- 1991: Vrouw in raam, Fons Bemelmans - jaarpenning
- 1991: Welkomstpenning, Christien Nijland
- 1992: Reispenning, Willem Noyons - jaarpenning
- 1993: Belle van Zuylen, Paulus Reinhard - jaarpenning
- 1993: De koning en de vogel, Linda Verkaaik - inschrijfpenning
- 1994: Andries Copier, Bruno Ninaber van Eyben - jaarpenning
- 1994: De boeienkoning, Theo van de Vathorst - inschrijfpenning
- 1995: Bevrijdingspenning, Hanneke Mols-van Gool - jaarpenning
- 1995: J. baron de Smeth, Charlotte van Pallandt - inschrijfpenning
- 1996: Constantijn Huygens, Elisabeth Varga - jaarpenning
- 1996: I can't forget but I don't remember what, Karel Goudsblom - inschrijfpenning
- 1996: Welkomstpenning, Geer Steyn
- 1996: Verenigingsgevoelpenning, Geer Steyn
- 1997: Uitdijend heelal, Barbara Kletter - jaarpenning
- 1997: Brieven uit een andere wereld, Lina Hodoroaba, inschrijfpenning
- 1997: Geboortepenning, Guus Hellegers, extra penning
- 1998: 60-ste verjaardag van Koningin Beatrix, Tony van de Vorst - jaarpenning
- 1998: Casanova, Roberto Ruggiú, inschrijfpenning
- 1999: Een muur afbreken is een uitzicht opbouwen, Onno Boekhoudt - jaarpenning
- 1999: Auguste Rodin, Cor Hund - inschrijfpenning
- 2000: Welkomstpenning, Lijsbeth Teding van Berkhout
- 2000: 75 jaar Vereniging voor Penningkunst, Geer Steyn - inschrijfpenning
- 2000: 75 jaar Vereniging voor Penningkunst, Christien Nijland - jaarpenning
- 2001: Spinoza - dubbelportret, Eric Claus - jaarpenning
- 2001: Nie erblickst du mich da wo ich dich sehe, Ted Noten - inschrijfpenning
- 2002: Vrede, Heleen Levano - jaarpenning
- 2002: Zomer-Winter, Christl Seth-Höfner, inschrijfpenning
- 2003: ZKH Prins Claus, Elisabeth Varga - jaarpenning
- 2003: geheim geheim,Mirjam Mieras - inschrijfpenning
- 2004: The Gateless Gate, Riki Mijling - jaarpenning
- 2004: Olympische Spelen Athene 2004, Francesca Zijlstra - inschrijfpenning
- 2004: Penning van verdienste, Guus Hellegers - lidmaatschapspenning
- 2005: Greet, Jos Reniers - jaarpenning
- 2005: Perpetuum mobile, Jeroen Henneman - inschrijfpenning
- 2006: Vrede - Vrijheid, Ralph Prins - jaarpenning
- 2006: Trojka, Carla Klein - inschrijfpenning
- 2006: Welkomstpenning, Guus Hellegers - lidmaatschapspenning
- 2007: Nescio, Da van Daalen - jaarpenning
- 2007: MeetMe, Vincent van Ginneke - inschrijfpenning
- 2008: Handwiel, Guido Geelen - jaarpenning
- 2008: Man is but a worm, Judith Pfaeltzer - inschrijfpenning
- 2009: per divinum inflatum, Eja Siepman van den Berg en Claudia Gravestijn - jaarpenning
- 2009: de alchemie van een penning, Pauline Hoeboer - inschrijfpenning
- 2010: My Last Penny, Martijn Sandberg - jaarpenning
- 2010: Vera icon / Zelfportret 10, Caspar Berger - inschrijfpenningn
- 2010: Geboortepenning, Henny van Grol - extra penning
- 2011: IANVS SEMPER VNDIQVE MMXI, Jennifer Hoes - eerste penning
- 2011: Het verdriet van Callas, Joost van den Toorn - inschrijfpenning
- 2012: De Parel, Eddy Gheress - jaarpenning
- 2012: Living apart together, Martina Otto - inschrijfpenning
- 2013: Vergezichten, Catrien van Amstel - jaarpenning
- 2013: Swing, Niko de Wit - inschrijfpenning
- 2014: GO, Maria van Gerwen - jaarpenning
- 2014: Koning Willem Alexander Penning, Siemen Bolhuis - inschrijfpenning
- 2014: Movement of the heart (relatiepenning), Erica van Seeters - extra penning
- 2015: Whatever the mind can conceive and believe it can achieve, Eylem Aladogan - jaarpenning
- 2015: LEEF! - versie A, Henny van der Meer - inschrijfpenning
- 2015: LEEF! - versie B, Henny van der Meer - inschrijfpenning
- 2016: Harmonie en destructie, Joop Hollanders - jaarpenning
- 2016: Jeroen Bosch penning - Het Paradijs, Arie Schippers - inschrijfpenning
- 2016: Jeroen Bosch penning - Portret, Arie Schippers - inschrijfpenning
- 2016: Lidmaatschapspenning 2016, Henny van Grol - lidmaatschapspenning
- 2017: Jaarpenning 2017, Anneke Schollaardt - jaarpenning
- 2017: KNGMP-VPK penning, Pier van Leest - inschrijfpenning
- 2018: Malala, Jet Schepp - jaarpenning
- 2018: Shelter, Simon Oud - inschrijfpenning
- 2019: Mijn Moeders Duet, Linda Verkaaik - jaarpenning
- 2019: Het varken 'Tips', Marie-José Wessels - inschrijfpenning
- 2019: Penning van verdienste, Da van Daalen
- 2020: Natuur van de mens, Menno Hiele - jaarpenning
- 2020: Horen, Henny van Grol - inschrijfpenning
- 2021: Stad bij dag en nacht, Inge Claessen - eerste penning
- 2021: De ander, Michiel Deylius - tweede penning
- 2022: Intersection Lumineuze, Olivier Julia - inschrijfpenning
- 2022: Twee kanten van een ijsbeer, Karin Beek - inschrijfpenning
- 2023: The Wallace line, Loes Schellekens - inschrijfpenning
- 2023: Symbiose, Jens Pfeifer - inschrijfpenning

## Publicaties
- Louk Tilanus (2000) Handzame sculptuur : De geschiedenis van de Vereniging voor Penningkunst. Amsterdam: Vereniging voor Penningkunst / Zwolle: Waanders. ISBN 90-400-9265-6
- Carolien Voigtmann en Geer Steyn (2006) Over the Edge : Penningkunst in de 21ste eeuw. Zwolle: Waanders. ISBN 9789040081934
- Een beeld van een penning (2014)